# Pirin Blagoevgrad (1922)
Ne pas confondre avec Pirin Blagoevgrad (1931), autre club bulgare de football.
Pour les articles homonymes, voir Blagoevgrad (homonymie).
Maillots
Dernière mise à jour : 13 mai 2024.
Le Obštinski Futbolen Klub Pirin Blagoevgrad (en bulgare : Общински Футболен Клуб Пирин Благоевград), plus couramment abrégé en Pirin Blagoevgrad, est un club bulgare de football fondé en 1922 et basé dans la ville de Blagoevgrad.
Un autre club du même nom existe également, le Pirin Blagoevgrad (1931).

## Historique
- 1922 : fondation du club
- 1985 : 1re participation à une Coupe d'Europe (C3, saison 1985/86)

## Bilan sportif

### Palmarès
| Compétitions nationales |
| --- |
| - Coupe de Bulgarie : - Finaliste : 1980-81, 1991-92, 1993-94 et 2008-09. - Championnat de Bulgarie D2 : - Champion : 2020-21 - Vice-champion : 2014-15. |

### Bilan européen
Note : dans les résultats ci-dessous, le score du club est toujours donné en premier
| Saison    | Compétition      | Tour                | Club          | Domicile | Extérieur | Total |
| --------- | ---------------- | ------------------- | ------------- | -------- | --------- | ----- |
| 1985-1986 | Coupe UEFA       | Premier tour        | Hammarby IF   | 1 - 3    | 0 - 4     | 1 - 7 |
| 1994-1995 | Coupe des coupes | Tour préliminaire   | FC Schaan     | 3 - 0    | 1 - 0     | 4 - 0 |
| 1994-1995 | Coupe des coupes | Seizièmes de finale | Panathinaïkos | 0 - 2    | 1 - 6     | 1 - 8 |

Légende
- Victoire ou qualification pour le tour suivant
- Match nul
- Défaite ou élimination de la compétition

## Entraîneurs du club
| - Kostadin Gerganchev (2011 - 2014) - Yordan Samokovliyski (2014 - 2015) - Ivo Trenchev (2015) - Nedelcho Matushev (2015) - Naci Şensoy (2015 - 2016) - Stefan Genov (2016 - 2017) | - Milen Radukanov (2017 - 2018) - Petar Zlatinov (2018 - 2019) - Ivan Stoychev (2019) - Ivo Trenchev (2019) - Warren Feeney (2019- ) |